# Lorenzo Suárez (obispo)
Fray Lorenzo Suárez fue obispo de Badajoz entre los años 1264 y 1286. Pertenecía a la  Orden militar de Alcántara. Sobre la sucesión de este obispo hay discrepancias entre varios estudiosos del tema. «Aquilino Camacho García» disiente de «Solano» en cuanto a que la fecha del final de pontificado de este obispo sea 1269 ni tampoco que le sucediese otro obispo llamado Fernando y a este Fernando otro llamado «Lorenzo de Suárez» hasta el año 1281. «Camacho García» sostiene junto con el historiador y estudioso del tema   Gil González Dávila que el nombre de Fernando como obispo es apócrifo y que no existeron dos personas con el nombre de Lorenzo sino que el único Lorenzo es «Fray Lorenzo Suárez» que regentó la diócesis durante diecisiete años. Sin embargo no comparte la tesis del nombre de Fernando que lo introducen dos historiadores basados en un privilegio de Gregorio X y Bonifacio VIII.